# Sargocentron marisrubri
Sargocentron marisrubri is een straalvinnige vissensoort uit de familie van eekhoorn- en soldatenvissen (Holocentridae). De wetenschappelijke naam van de soort is voor het eerst geldig gepubliceerd in 1989 door Randall, Golani & Diamant.